# Dorpsvisie (Son en Breugel)
DorpsVISIE is een lokale politieke partij in de Nederlandse gemeente Son en Breugel (provincie Noord-Brabant). DorpsVISIE Son en Breugel is in 2009 ontstaan uit de politieke partij "Gemeentelijke Samenwerking Son en Breugel (GSSB)". Deze naamsverandering werd aangevochten door een andere lokale partij in de gemeenteraad (Dorpsbelang Son en Breugel). De Raad van State besloot echter op 25 juni 2009 dat dit beroep ongegrond was. Op dat moment was de fractie drie leden groot en was de vijfde partij in grootte.

## Grondslag
De belangrijkste uitgangspunten van DorpsVISIE zijn gevat in één zin: Samen ons dorp zijn.
- Samen beslissen in overleg met de burgers
- Alles met een "dorpse maat"
- Realistisch in plaats van ideologie

## Verkiezingen 2010
Tijdens de verkiezingen was met name de ontwikkeling van het kerkplein een belangrijk punt. Het toenmalige coalitie van CDA, VVD en GL/PvdA besloot kort voor de verkiezingen voor een plan met onder andere de bouw van een nieuwe bibliotheek, dat door beide "dorpspartijen" werd aangevochten.
Tijdens de campagne kwam DorpsVISIE onder heftige kritiek van het bestaande college te liggen door een briefkaartenactie, waarmee de bewoners alternatieven konden aangeven voor het gereserveerde budget voor het gebouw van de bibliotheek. Het bestaande college gaf aan dat een besluit al genomen was. DorpsVisie ontving meer dan 500 reacties met alternatieven.
Velen geloven dat de oppositie tegen dit omstreden plan de beide "dorpspartijen" aan de macht heeft geholpen in 2010.
Bij de verkiezingen kreeg DorpsVISIE vier raadsleden en werd de tweede partij. Er werd met de andere lokale partij (Dorpsbelang, 7 zetels) een coalitie gevormd.

## Verkiezingen 2014
Wederom had DorpsVISIE een afwijkende visie op de centrumplan. Het voorgestelde MFA (multi functionele accommodatie) werd ter discussie gesteld met als alternatief een renovatie van het Vestzaktheater. Alsmede de (zeer lucratieve) grondverkoop in het centrum voor de bouw van luxe bejaarden appartementen in plaats van jongerenhuisvesting.
DorpsVISIE haalde niet alleen vijf raadszetels, maar werd ook de grootste partij, met één stem verschil met Dorpsbelang.
In 2016 viel het college van DorpsVISIE en Dorpsbelang. Het nieuwe college zonder DorpsVISIE steunde het plan van Dorpsbelang voor het MFA.
Maar het dorpshuis (de nieuwe naam van het MFA) en de sloop van de kerk bleef een heikel punt in Son en Breugel. Een enquête onder de bevolking gaf aan dat 70% van de inwoners het niet eens was met het ontwerp.

## Verkiezingen 2018
DorpsVISIE haalde meer dan 36% van de stemmen en won één zetel (van 5 naar 6) en bleef de grootste partij. De voorstanders van het centrumplan verloren drie zetels.
De fractie bestaat nu uit zes leden:
- Jelle de Jong (fractievoorzitter)
- Helga Helders
- Frans Meulenbroeks
- Remco Heeren
- Theo Groenemans
- Marianne van der Putte - Verhoeven

Er werd een nieuwe coalitie gevormd met het CDA en PvdA/GL en voor DorpsVISIE zaten John Frenken en Jos de Bruin wethouder in het college.

## Raadsleden verlaten fractie in juli 2020
Wederom werd het dorpshuis een splijtzwam, maar nu in de fractie van DorpsVISIE. Twee raadsleden, Helga Helders en Marianne van der Putte, verlaten de fractie (met behoud van hun zetel).
Beide dames vormen een nieuwe partij "Voor U".

## Verkiezingen 2022
DorpsVISIE haalde bijna 21% van de stemmen en bleef gelijk in zetels (4) en bleef de grootste partij.
Kort na de verkiezingen gaf Malou van de Weideven (nummer 4 op de lijst) aan dat zij, wegens persoonlijke omstandigheden, haar zetel in de raad niet zou innemen. Malou van de Weideven had na Remco Heeren de meeste stemmen gekregen.
De fractie bestaat nu uit vier leden:
- Remco Heeren (fractievoorzitter)
- Willie Horden
- Frans Meulenbroeks
- Jos de Bruin (oud-wethouder)

Na 3 maanden en 21 dagen werd een nieuw college geïnstalleerd, wederom gevormd met het CDA en PvdA/GL. Oud-fractievoorzitter Jelle de Jong werd de nieuwe wethouder voor DorpsVISIE.
Eén dag na de installatie werd het Dommelhuis officieel geopend, de uiteindelijke oplossing voor het dorpshuis/kerkplein.

## Fusie DorpsVISIE en Dorpsbelang
In Januari 2024 werd bekend dat de fracties van DorpsVisie en Dorpsbelang per 1 februari gaan fuseren tot 1 partij onder de naam DorpsVISIE (mede omdat lijst 1 bij deze naam hoort). De reden van de fusie van de voormalige lokale kemphanen over het centrumplan was het feit dat de verschillen tussen de partijen steeds kleiner werden. Maar ook het aantrekken van lokaal politiek talent word makkelijker geacht met één partij.
De partij heeft nu 6 zetels in de raad.
De fusie is ook een duidelijk einde aan de verhitte discussies in de politiek van Son en Bruegel aan het begin van deze eeuw. De verhoudingen tussen de diverse politieke partijen zijn sterk verbeterd.